# 이데가미 바쿠
이데가미 바쿠(井手上 漠, 2003년 1월 20일 ~ )는 일본의 탤런트, 모델이다. 디스커버리 넥스트 소속이다.

## 내역
2003년 1월 20일, 남성으로 태어났다. 엄마에게는 ‘보통의 남자아이’이지만 어릴 적에 갔던 결혼식에서 신부의 웨딩 드레스 모습에 빠진 이후로 여자아이 다운 것에 흥미를 가지게 된다. 자신에게는 그것이 자연체였지만, 자신과 주변의 견해와의 사이에 차이가 있음을 알게 되며, 괴로워 하며 갈등한 적이 있다. 하지만, 가족은 바쿠의 개성을 부정하거나 거절하지 않았으며 항상 존중해준 것이 힘이 되었다고 한다.
아마정립 아마중학교 3학년에 재학중, 자신이 자신답게 있기 위해서는 어떻게 마음을 가지고 행동하면 좋을지 생각한 경험을 기초로 작문 “컬러풀”(カラフル)을 글로 엮어 썼다. 작문을 읽은 국어 교사의 추천으로 “자39회 소년 주장 전국대회”(第39回少年の主張全国大会)에 나갔으며, 문부과학대신상을 수상했다.
2018년, “제31회 주니언 수퍼보이 컨테스트”(第31回ジュノン・スーパーボーイ・コンテスト)에 나갔으며, 결승에 선출된다. DD 셀프 프로듀스상을  수상하자, “너무 귀여운 주니언 보이”(可愛すぎるジュノンボーイ)로 주목을 모으게 됐다.
2019년, 시마네현의 친선대사 켄토시(遣島使)로 취임했다. 그 후, 일본 제일의 아름다운 피부를 어필하는 시마네현의 포스터에도 사용됐다.
2019년 10월 21일, 디스커버리 넥스트에 전속 소속하게 되는 것이 발표됐다.
2021년 1월 20일, 같은 해 4월 20일에 첫 포토 엣세이가 고단샤에서 발매됨이 발표됐다. 같은 날, 해당 서적의 공식 트위터를 개설했다.

- 같은 해 3월 22일, 제목이 “normal?”로 결정된 것, 또, 예약수나 주목도의 반향 등이 컸던 것도 있으며, 그것에 대하는 형태로 처음 160쪽 분량 예정에서 224쪽 분량으로 늘어나는 것도 같이 발표됐다. 또, 발매일 전에 중판이 결정됐다.
- 포토 엣세이 발매에 따라서 첫 전람회 “이데가미 바쿠 전”(井手上 漠 展)을 4월 20일부터 5월 10일까지 나고야 PARCO, 5월 14일부터 30일까지 후쿠오카 PARCO에서 개최했다.

2021년 3월 1일, 시마네현립 오키도젠고등학교를 졸업했다. 졸업 후에는 상경해서 예능 활동에 전념할 의향을 밝혔다.
2021년 4월 20일, 포토 엣세이 “normal?”를 발매했다. 같은 해 5월 3일자 오리콘 주간 BOOK 차트(장르별 ‘ 사진집’)에서 첫 등장 3위로 순위를 기록했다.

## 인물
- 시마네현 오키군 아마정 출신이다. 고등학교 졸업까지 아마정에서 살았으며, 하루 걸쳐서 도쿄로 갔다[5][6].
- 1년 위의 누나가 있다[5].
- 특기는 노래, 그림, 배구[5][6]이다.
- 집에 고양이가 두 마리 있지만, 고양이 알레르기로 고양이를 만지지 못한다[23].
- 동경하는 인물은 와타나베 나오미이다.
- 어렸을 때부터 “프리큐어”를 좋아한다[5].
- “소년 주장 전국대회”(少年の主張全国大会)에 나가게 된 계기는 국어 선생님에게만 보이기 위해서 작문을 썼을 때 권유를 받았기 때문이다[5].
- 2020년 1월 15일, 하마다시립 야사카중학교 낭독 수업에 관련해서 “소년 주장 전국대회”에서의 변론 ‘컬러풀’이 낭독된다[24].
- 도서관 자료에 작문 컬러풀을 소개, 하마다 교육 사무소 소식  제84호 p3.
- 중학교 2학년 때의 입춘식에서 ‘소년 주장’을 발표했다[25].
- “주니언 수퍼보이 컨테스트”(ジュノン・スーパーボーイ・コンテスト)에 응모한 계기는 섬에서 유일한 진료소 선생에게 권유받았기 때문이다[5][7]. 1차 심사에서는 SEKAI NO OWARI의 ‘RAIN’을 불렀다[7].
- 타나카 유지의 만화 “바쿠쿤”(バクくん)의 모델이다[26]. 2020년 8월 6일에 발매된 단행본 제2권의 띠에 추천 코멘트를 기고했다[27].

## 출연

### 방송 프로그램
| 연도   | 방송사    | 제목 | 날짜               | 비고                |
| ------ | --------- | --- | ------------------ | ------------------- |
| 2019년 | 닛폰 TV   | 行列のできる法律相談所 행열할 수 있는 법률상담소                                                                                   | 1월 27일, 3월 17일 | [ 5 ] [ 28 ]        |
| 2019년 | 후지 TV   | #ミレニアガール #밀레니엄 걸 | 6월 6일, 6월 13일  | [ 29 ] [ 30 ]       |
| 2019년 | BS 닛테레 | チルテレ 칠테레 | 7월 25일           | [ 13 ] [ 31 ]       |
| 2020년 | NHK       | 天才てれびくんhello, - ▽天てれ×バリバラ 男らしさ女らしさってなに？ 천체 TV군 hello, - ▽천TV×바리바라 남자다움 여자다움이란게 뭔데? | 12월 22일          | [ 32 ]              |
| 2021년 | TBS       | プレバト!! 俳句 프레배틀!! 하이쿠                                                                                                  | 2월 11일           |                     |
| 2021년 | 닛폰 TV   | ズームイン!!サタデー 줌인!! 새터데이                                                                                               | 5월                | [ a ] [ 33 ] [ 34 ] |

### 모델
- 이벤트@오사카SHIBUYA109 (2019년 4월 28일)
- GirlsAward 2019 SPRING/SUMMER (2019년 5월 18일)[6]
- 이데가미 바쿠 × PIVOT DOOR SUMMER COLLECTION 2019 ?2019년 7월)
- 시마네 간호의 마음 이해 촉진 프로젝트 여름방학 간호 직장 체험(しまね介護のココロ理解促進プロジェクト 夏休み介護の職場体験) (2019년 9월)[35][36][37]
- 카츠라 유미 브라이덜 패션 쇼(桂由美ブライダルファッションショー) 게스트 출연 ( 2019년 11월 2일)
- “제32회 주니언 수퍼보이 컨테스트” 최종 심사회 게스트 출연 (2019년 11월 24일)[12][38]
- 제30회 마이나비 도쿄 걸즈 컬렉션 2020 SPRING/SUMMER(第30回 マイナビ 東京ガールズコレクション 2020 SPRING/SUMMER) (2020년 2월 29일)[11][39][40]
- MUSIC POP BOY AUDITION 특명 앰버서더[41]
- 시마네현 특수사기 피해방지 홍보대사 (2020년 8월 1일에 위촉)[42]
- 오키 세고세무서 전자신고 추진 포스터 (2021년 1월 26일, 오키노쿠니 상공회)[43]

### 광고
| 연도 | 브랜드               | 제목                                                                     | 비고                      |
| ---- | -------------------- | ------------------------------------------------------------------------ | ------------------------- |
| 2019 | 앙파                 | スカルプD まつげ美容液 스칼프D 속눈썹 미용액                             | [ 44 ]                    |
| 2019 | Shibuya Cross-FM     | アンファーpresents 新星・アイドル発掘ラジオ 앙파 presebts                |                           |
| 2019 | 만난라이프           | クラッシュ蒟蒻畑 크래시 곤약 젤리                                        | [ 45 ]                    |
| 2019 | JA 시마네            | 島根米つや姫 시마네 쌀 츠야히메                                          | [ 46 ]                    |
| 2020 | 카네보 화장품        | I HOPE KANEBO CONCEPT MOVIE CAST                                         | [ b ] [ c ] [ 49 ] [ 50 ] |
| 2020 | 디지털 할리우드 대학 | みんなを生きるな。自分を生きよう。 모두를 살아가시마. 스스로를 살아가자. | [ d ]                     |
| 2020 | KANEBO-IHOPE         | 生きるために、化粧をする 살아가기 위해서, 화장을 한다                    | [ 53 ]                    |
| 2020 | 하루마리 TOKYO       |                                                                          |                           |
| 2020 | 시세이도             | ワタシプラス 나 플러스                                                   | [ 54 ] [ 55 ]             |

### 뮤직 비디오
| 제목           | 음악가       | 비고          |
| -------------- | ------------ | ------------- |
| モス 나방      | 사카낙션     | [ 4 ] [ 11 ]  |
| 合言葉 암호    | 사쿠라시메지 | [ 56 ] [ 57 ] |
| 桜歌 벚꽃 노래 | 카루x핀      | [ 58 ] [ 59 ] |

### 더빙
| 연도 | 방송사            | 제목                                                   | 날짜    | 역할    | 비고               |
| ---- | ----------------- | ------------------------------------------------------ | ------- | ------- | ------------------ |
| 2020 | NHK 교육 텔레비전 | ファースト・デイ わたしはハナ！ 퍼스트 데이 나는 하나! | 6월 4일 | 하나 역 | [ e ] [ f ] [ 60 ] |

## 서적 · 사진집
- 〈特別インタビュー 教室の中の多様性〜LGBTQを考える〜〉 [특별 인터뷰 교실 속의 다양성 ~LGBTQ를 생각하다~]. 《授業づくりネットワークNo.37―多様性を受けとめる教室》 [授業づくりネットワークNo.37―다양성을 受けとめる 교실] (일본어). 学事出版. 2020년 12월 18일. ISBN 9784761926120.
- 《normal?》. 講談社. 2021년 4월 20일.  - 포토 엣세이. 사카낙션의 야마구치 이치로가 띠 문장을 기고하고 있다[61].

## 수상
- 2015년도 “우리 집의 일류 요리사 in 오키”(わが家の一流シェフ in 隠岐) 요리 콩크르에서 ‘여름 채소의 코조유 마리네’(夏野菜のこじょうゆマリネ)가 최우수상 (2015년 11월 29일)[62][63]
- 제39회 소년 주장 전국 대회(第39回少年の主張全国大会) 부문과학대신상 (2017년 11월 12일)[64]
- 제31회 주니언 수퍼보이 컨테스트 DD 셀프 프로듀스상(DDセルフプロデュース賞) (2018년 11월 25일)[65]
- 제36회 베스트지니스트 2019 차세대 부문 (2019년 10월 15일)[3][4][66][67]

### 내용주
1. ↑  5월의 기상 캐스터
2. ↑  브랜드 컨셉트 무비이다. 나카지마 세나, 소피아 하지판텔, 셸리 실버와 함께 출연한다. 대사가 다른 버전은 비공식 인스타그램 계정으로 시청 가능하다[47].
3. ↑  이 광고는 제57회 갤럭시상의 CM 부분에서 대상을 수상했다[48].
4. ↑  브랜드 무비이다. TV 광고는 2020년 3월 8일 방송되는 “R-1 그랑프리” 내에서 한 번만 방영됐다. 디지털 할리우드 대학의 홈페이지 내 특설 사이트 및 공식 유튜브, 옥외 광고에서 시청할 수 있다[51][52].
5. ↑  하나 역의 배우는 에비 맥도날드이다.
6. ↑  호주 드라마의 더빙판이다.

### 참조주
1. 1 2  市野塊 (2019년 8월 2일). “島根）井手上漠さんと「めがね」さん、県親善大使に委嘱” [시마네) 이데가미 바쿠와 ‘메가네’, 현의 친선대사로 위촉]. 《朝日新聞デジタル》 (일본어) (朝日新聞社). 2019년 10월 24일에 원본 문서에서 보존된 문서. 2019년 10월 25일에 확인함.
2. 1 2  “親善大使に人気高校生起用 島根、若者目線で魅力発信” [친선대신으로 인기 고등학생 기용 시마네, 젊은 사람의 목선으로 매력 발신]. 《日経新聞 電子版》 (일본어) (日経新聞社). 2019년 7월 31일. 2019년 10월 24일에 확인함.
3. 1 2  ““可愛すぎるジュノンボーイ”井手上 漠「ベストジーニスト」新設部門で快挙” [“너무 귀여운 주니언 보이” 이데가미 바쿠 ‘베스트지니스트’ 신설부문으로 쾌거]. 《モデルプレス》 (일본어) (ネットネイティブ). 2019년 10월 15일. 2019년 10월 26일에 확인함.
4. 1 2 3 4 5  ““可愛すぎるジュノンボーイ”井手上漠、橋本環奈の後輩に 所属事務所決定” ["너무 귀여운 주니언 보이" 이데가미 바쿠, 하시모토 칸나의 후배로 소속 사무소 결정]. 《モデルプレス》 (일본어) (ネットネイティブ). 2019년 10월 21일. 2019년 10월 26일에 확인함.
5. 1 2 3 4 5 6 7 8 9 10 11  井手上漠 (2019년 3월 17일). 《“可愛すぎるジュノンボーイ”井手上 漠の素顔に迫る 「気持ち悪い」周囲の言葉に傷ついた過去・個性で道を切り拓くまで〈モデルプレスインタビュー〉》 [“너무 귀여운 주니언 보이” 이데가미 바쿠의 생얼로 다가오다 ‘기분 나쁘다’ 주변의 말에 상처입은 과거 · 개성으로 길을 개척하기까지〈모델프레스 인터뷰〉]. 《モデルプレス》. (인터뷰) (ネットネイティブ). 2019년 10월 28일에 확인함.
6. 1 2 3 4 5 6  ““可愛すぎるジュノンボーイ”井手上 漠のランウェイに歓声 大人メイクでイメチェン〈GirlsAward 2019 SPRING/SUMMER〉” [“너무 귀여운 주니언 보이” 이데가미 바쿠의 런웨이에 환성 어른 메이크업으로 이미지 변신〈GirlsAward 2019 SPRING/SUMMER〉]. 《モデルプレス》 (일본어) (ネットネイティブ). 2019년 5월 18일. 2019년 10월 24일에 확인함.
7. 1 2 3 4  “【注目の人物】可愛すぎるジュノンボーイ・井手上漠 「私はメンズ」苦悩の過去も…“自分らしく”貫く生き方に反響” [【주목의 인물】너무 귀여운 주니언 보이 이데가미 바쿠 “나는 멘즈” 고뇌의 과거도…“나답게” 관철하는 살아가는 방식에 반향]. 《モデルプレス》 (일본어) (ネットネイティブ). 2019년 1월 4일. 2019년 10월 28일에 확인함.
8. ↑  “第39回少年の主張全国大会 ～わたしの主張2017～「カラフル」島根県 海士町立海士中学校3年 井手上漠” [제39회 소년 주장 전국대회 ~나의 주장 2017~ "컬러풀" 시마네현 아마정립 아마중학교 3학년 이데가미 바쿠] (PDF) (일본어). 2021년 8월 31일에 원본 문서 (PDF)에서 보존된 문서. 2021년 9월 22일에 확인함.
9. ↑  “「少年の主張全国大会」で井手上さん（島根県代表）文部科学大臣賞受賞！” ["소년 주장 전국대회"에서 이다가미(시마네현 대표) 문부과학대신상 수상!] (일본어). 青少年育成島根県民会議. 2017년 11월 15일. 2019년 10월 24일에 원본 문서에서 보존된 문서. 2019년 10월 24일에 확인함.
10. ↑  “広報海士473号” [홍보 아마 473호] (PDF) (일본어). 海士町. 2017년 11월. 9쪽. 2019년 10월 30일에 확인함.
11. 1 2 3  “井手上漠” [이데가미 바쿠]. 《Webザテレビジョン》 (일본어). KADOKAWA. 2020년 3월 27일에 확인함.
12. 1 2  ““かわいすぎるジュノンボーイ”井手上漠が凱旋 後輩にエール「ありのままで輝いて」” [“너무 귀여운 주니언 보이” 이데가미 바쿠가 개선 후배에게 외치다 “있는 그대로 빛나줘”] (일본어). ORICON NEWS. 2019년 11월 24일. 2019년 12월 9일에 확인함.
13. 1 2  ““かわいすぎるジュノンボーイ”井手上漠「同じ悩みの人の助けに」” [“너무 귀여운 주니언 보이” 이데가미 바쿠 ‘같이 힘든 사람의 도움으로’]. 《マイナビニュース》 (일본어) (マイナビ). 2019년 7월 25일. 2019년 10월 26일에 확인함.
14. 1 2  “可愛すぎるジュノンボーイ 井手上漠さん登場！「美肌県しまね」の新しい観光ポスターができました！” [너무 귀여운 주니언 보이 이데가미 바쿠 등장! "아름다운 피부 현 시마네"의 새로운 관광 포스터가 생겼습니다!] (보도 자료). 島根県. 2019년 10월 9일. 2019년 10월 26일에 확인함.
15. 1 2  “井手上漠さん「美肌県」ポスターに起用 島根” [이데가미 바쿠 '아름다운 피부 현' 포스터에 사용 시마네]. 《産経新聞》 (일본어) (産経新聞社). 2019년 10월 13일. 2019년 10월 25일에 확인함.
16. ↑  “「井手上 漠」専属所属のお報せ” ['이데가미 바쿠' 전속 소속의 알림] (일본어). ディスカバリー・ネクスト. 2019년 10월 21일. 2019년 10월 26일에 확인함.
17. ↑  “モデルの高3・井手上漠、フォトエッセイで「生い立ち」「性」など語る” [모델인 고3 이데가미 바쿠, 포토 엣세이로 '성장' '성' 등을 말하다] (일본어). ORICON NEWS. 2021년 1월 20일. 2021년 4월 8일에 확인함.
18. ↑  “井手上漠、フォトエッセイ160→224ページに増　ノースリーブ姿のカット公開” [이데가미 바쿠, 포토 엣세이 160→224쪽으로 증가 노슬리브 모습의 컷 공개] (일본어). 沖縄タイムス. 2021년 3월 22일. 2021년 4월 8일에 확인함.[깨진 링크(과거 내용 찾기)]
19. ↑  “井手上漠のフォトエッセイ重版決定 新カットは学生時代の行きつけカフェで撮影” [이데가미 바쿠의 포토 엣세이 중판 결정 새로운 컷은 학생 시절의 단골 카페에서 촬영] (일본어). ORICON NEWS. 2021년 4월 20일. 2021년 4월 22일에 확인함.
20. ↑  “井手上 漠 展” [이데가미 바쿠 전] (일본어). 名古屋PARCOエンタテインメント. 2021년 4월 18일에 확인함.
21. ↑  ““ジェンダーレスモデル”井手上漠、3月上京で芸能活動本格化　演技にも意欲” [“젠더레스 모델” 이데가미 바쿠, 3월 상경으로 예능 활동 본격화 연기에도 의욕] (일본어). マイナビニュース. 2021년 2월 27일. 2021년 4월 22일에 확인함.
22. ↑  ““かわいすぎるジュノンボーイ”井手上漠「写真集」3位 “枠にとらわれない美しさ”際立つフォトエッセイ” [“너무 귀여운 주니언 보이” 이데가미 바쿠 '사진집' 3위 “틀에 박혀있지 않은 아름다움” 두드러지는 포토 엣세이] (일본어). ORICON NEWS. 2021년 5월 1일. 2021년 5월 12일에 확인함.
23. ↑  井手上 漠 (2019년 12월 22일). “ぐらちゃん笑ってくれない #私は猫アレルギーです #私は猫アレルギーです” [구라짱 웃어주지 않아 #나는_고양이_알레르기입니다 #나는_고양이_알레르기입니다] (일본어). 인스타그램. 2020년 1월 7일에 확인함.
24. ↑  “1月15日（水）読み聞かせ「王さまと王さま」（ポット出版）” [1월 15일 (수) 낭독 “왕과 왕” (폿 출판)]. 《浜田市立弥栄中学校》 (일본어). 浜田市. 2020년 1월 15일. 2020년 4월 11일에 원본 문서에서 보존된 문서. 2020년 4월 12일에 확인함.
25. ↑  “広報海士469号” [홍보 아마 469호] (PDF) (일본어). 海士町. 2017년 3월. 15쪽. 2020년 4월 20일에 확인함.
26. ↑  「バクくん」公式Twitter [baku_kun_off] (2020년 7월 22일). “大事なことをもう一つ!! 8月6日(木)発売の単行本２巻。あの"可愛すぎるジュノンボーイ"こと 井手上漠さん(@i_baku2020)から 推薦コメントいただきました!! 実は「バクくん」のモデルは「漠くん」なんです!! 田中先生も大ファンの井手上さん!! 素敵なコメントお楽しみに!! #バクくん #リアルバクくん” (트윗) (일본어).
27. ↑  「バクくん」公式Twitter [baku_kun_off] (2020년 8월 6일). “もう一つ大事なお知らせ!! バクくん2巻、本日発売です❤️ ワンちゃんを抱っこするバクくんが目印!! そして帯には井手上漠さんのコメントが😆 田中先生もバクくんも大感謝です!!.みなさま、よろしくお願いしま〜す🙏 amazonさん↓ amazon.co.jp/dp/4253224180 kindleさん↓ amazon.co.jp/dp/B08DNL19VD” (트윗).
28. ↑  ““可愛すぎるジュノンボーイ”井手上 漠、女子力高めな生活明らかに 三浦翔平・ブルゾンちえみから絶賛も” [“너무 귀여운 주니언 보이可” 이데가미 바쿠, 여자력 높은 생활 밝혀 미우라 쇼헤이, 블루종 치에미로부터 절찬도]. 《モデルプレス》 (일본어) (ネットネイティブ). 2019년 3월 17일. 2019년 10월 26일에 확인함.
29. ↑  ““可愛すぎるジュノンボーイ”井手上 漠、藤田ニコルへの告白に赤面〈#ミレニアガール〉”. 《モデルプレス》 (일본어) (ネットネイティブ). 2019년 6월 6일. 2019년 10월 26일에 확인함.
30. ↑  ““可愛すぎるジュノンボーイ”井手上 漠、実姉公開で藤田ニコルも絶賛〈#ミレニアガール〉”. 《モデルプレス》 (ネットネイティブ). 2019년 6월 13일. 2019년 10월 26일에 확인함.
31. ↑  “井手上 漠、芸能界に入ってからの反響と将来像語る” [이데가미 바쿠, 예능계에 들어가고나서부터의 반향과 장래상 말하다]. 《モデルプレス》 (일본어) (ネットネイティブ). 2019년 7월 25일. 2019년 10월 26일에 확인함.
32. ↑  “▽天てれ×バリバラ 男らしさ女らしさってなに? - 天才てれびくんhello,” [▽천TV×바리바라 남자다움 여자다움이란게 뭔데? - 천재 TV군 hello,]. 《日本放送協会》 (일본어). 2021년 5월 8일에 확인함.
33. ↑  “井手上漠、『ズムサタ』月間お天気キャスターに決定「元気を与えられるよう努めます!」” [이데가미 바쿠, “줌세터” 월간 날씨 캐스터로 결정 ‘기운을 줄 수 있게 노력하겠습니다!’] (일본어). ORICON NEWS. 2021년 4월 24일. 2021년 4월 25일에 확인함.
34. ↑  ズームイン!!サタデー Twitter [ntv_zumusata] (2021년 4월 24일). “5月の天気を教えてくれるのは、モデルやタレントなど活躍中の井手上漠さん🤩✨ みんなテレビの前で応援してボー🥺‼️ @i_baku2020 @ntv_zumusata” (트윗).
35. ↑  “島根県「介護の日」イベントin浜田の開催について” [시마네현 '간호의 날' 이벤트 in 하마다의 개최에 대해서] (일본어). 島根県. 2019년 10월 10일. 2020년 9월 12일에 확인함.
36. ↑  “しまね介護のココロ理解促進プロジェクト” [시마네 간호의 마음 이해 촉진 프로젝트]. 《出雲介護職魅力化プロジェクト》 (일본어). 出雲市. 2020년 9월 12일에 확인함.
37. ↑  井手上漠の夏休み介護の職場体験 - 유튜브
38. ↑  ““可愛すぎるジュノンボーイ”井手上漠&昨年グランプリ松本大輝、1年で大きな変化” [“너무 귀여운 주니언 보이” 이데가미 바쿠&작년 그랑프리 마츠모토 히로카, 1년으로 큰 변화]. 《モデルプレス》 (일본어) (ネットネイティブ). 2019년 11월 24일. 2019년 12월 9일에 확인함.
39. ↑  “田中みな実&桜井日奈子ら「TGC2020 S/S」集結 “可愛すぎる高校生”井手上 漠が初出演” [타나카 미나미&사쿠라이 히나코 등 "TGC2020 S/S" 집결 “너무 귀여운 고교생可” 이데가미 바쿠가 첫 출연]. 《モデルプレス》 (일본어) (ネットネイティブ). 2020년 2월 18일. 2020년 2월 29일에 확인함.
40. ↑  ““可愛すぎるジュノンボーイ”井手上漠、初「TGC」でダイバーシティ発信〈TGC2020 S/S〉” [“너무 귀여운 주니언 보이” 이데가미 바쿠, 첫 "TGC"에서 다이바시티 발신〈TGC2020 S/S〉]. 《モデルプレス》 (일본어) (ネットネイティブ). 2020년 2월 29일. 2020년 3월 9일에 확인함.
41. ↑  “「JUNON」サポートの音楽オーディションが始動 特命アンバサダーに井手上漠” ["JUNON" 지원의 음악 오디션이 시작 특명 앰버서더로 이데가미 바쿠]. 《SANSPO.COM》 (일본어) (産経新聞社). 2020년 6월 19일. 2020년 6월 20일에 확인함.
42. ↑  “井手上漠さんを『島根県特殊詐欺被害防止広報大使』に委嘱！” [이데가미 바쿠를 "시마네현 특수사기 피해방지 홍보대사"로 위촉!] (일본어). 島根県警察. 2022년 3월 2일에 원본 문서에서 보존된 문서. 2020년 8월 5일에 확인함.
43. ↑  “隠岐國商工会 » Blog Archive » 井手上漠さん(海士町出身)確定申告の顔に！西郷税務署ポスターが届きました。” [오키노쿠니 상공회 » Blog Archive » 이데가미 바쿠 (아마정 출신) 확정신고의 얼굴로! 세고세무서 포스터가 도착했습니다.] (일본어). 2021년 9월 22일에 원본 문서에서 보존된 문서. 2021년 5월 8일에 확인함.
44. ↑  “スカルプDのまつ毛美容液×井手上漠さんスペシャルムービー公開” [스칼프D의 속눈썹 미용액×이데가미 바쿠 스페셜 무비 공개]. 《スカルプDのまつ毛美容液》 (일본어). アンファー. 2019년 5월 15일. 2019년 5월 17일에 원본 문서에서 보존된 문서. 2020년 2월 17일에 확인함.
45. ↑  “クラッシュ蒟蒻畑TVCM「ストレートイート篇」” [크래시 곤약 젤리 TVCM '스트레이트 이트편'] (일본어). 株式会社マンナンライフ. 2019년 9월 1일. 2020년 2월 17일에 확인함.
46. ↑  《2019島根米つや姫CM（食卓編）》 [2019 시마네 쌀 츠야히메 CM (식탁편)] (유튜브) (일본어). 시마네현: JAしまね. 2019년 10월 8일. 2020년 2월 17일에 확인함.
47. ↑  “どんな声があったとしても、なりたい私になろうとするのをやめることは、絶対にない。#kanebo” [어떤 목소리가 있어도, 되고 싶다고 하는 것을 그만두는 일은, 결코 없다. #kanebo]. 《井手上 漠 fanstagram(@idegami_baku)》 (일본어). 인스타그램. 2020년 4월 30일. 2020년 5월 12일에 확인함.
48. ↑  “「生きるために、化粧をする。」 新しい日常を生きる私たちが「化粧をする。」ということ 「I HOPE.」を掲げる KANEBO の新 CM が 7 月 17 日よりオンエア” ["살아가기 위해서, 화장을 한다." 새로운 일상을 살아가는 우리가 "화장을 한다."는 것 "I HOPE."를 내건 KANEBO 의 새 광고가   7월 17일부터 온에어] (보도 자료) (일본어). カネボウ化粧品. 2020년 7월 16일. 2020년 7월 24일에 원본 문서에서 보존된 문서. 2020년 7월 25일에 확인함.
49. ↑  “I HOPE KANEBO BRAND CONCEPT” (일본어). カネボウ化粧品. 2020년 2월 6일. 2020년 2월 17일에 확인함.
50. ↑  カネボウ KANEBO "I HOPE." 60sec CM - 유튜브
51. ↑  “井手上漠さんが出演するデジタルハリウッド大学新CM「みんなを生きるな。自分を生きよう。2020」篇を3月8日（日）夜「R-1ぐらんぷり」にて一夜限りのオンエア” [이데가미 바쿠가 출연하는 디지털 할리우드 대학 새 광과 '모두를 살아가지마. 자신을 살아가자. 2020'편을 3월 8일 (일) 밤 'R-1 그랑프리'에서 하룻밤에 한한 온에어] (보도 자료). デジタルハリウッド株式会社. 2020년 3월 6일. 2020년 3월 9일에 확인함.
52. ↑  “みんなを生きるな。自分を生きよう。” [모두를 살아가지마. 자신을 살아가자.] (일본어). デジタルハリウッド大学. 2020년 3월 9일에 확인함.
53. ↑  カネボウ KANEBO 「生きるために、化粧をする。」60sec CM - 유튜브
54. ↑  “【井手上漠さん】WEB動画CMで初歌唱出演!!　自分のままで生きる強さを与えてくれた母へ感謝のメッセージ” [【이데가미 바쿠】WEB 영상 광과로 첫 가창 출연!! 자신인 채로 살아가는 강함을 전해준 엄마에게 감사 편지] (일본어). HiRTo. 2021년 4월 7일. 2021년 4월 8일에 확인함.
55. ↑  “井手上漠：“可愛すぎるジュノンボーイ”が歌声を初披露　母への感謝も「そのままでいいと言ってくれた」” [이데가미 바쿠: “너무 귀여운 주니언 보이”가 가성을 처음 선보임 엄마에게 보내는 감사도 “그대로인 것이 좋다고 말해줬다”] (일본어). 毎日キレイ. 2021년 4월 7일. 2021년 4월 8일에 확인함.
56. ↑  さくらしめじ「合言葉」MUSIC VIDEO - 유튜브
57. ↑  “さくらしめじ“ありのまま”伝える「合言葉」MVで井手上漠と共演” [사쿠라시메지 “있는 그대로” 전해지는 ‘암호’ 뮤비에 이데가미 바쿠와 함께 출연]. 《音楽ナタリー》 (일본어) (ナターシャ). 2019년 10월 30일. 2019년 12월 9일에 확인함.
58. ↑  【井手上漠出演MV】桜歌 / カルxピン（17thシングル） - 유튜브
59. ↑  “井手上漠も出演するMVが話題。「桜歌」カルxピン。人気YouTuberヒカルと怪盗ピンキーが歌う。” [이데가미 바쿠도 출연하는 뮤비가 화제. ‘벚꽃 노래’ 카루x핀. 인기 유튜버 히라루와 괴도 핀키가 부른다.] (일본어). Evening Music Records. 2020년 10월 6일에 확인함.
60. ↑  “Ｅテレ 海外ドラマ『ファースト・デイ　わたしはハナ！』中学生・ハナが、本当の自分として生きる“最初の一歩”を描く物語　井手上漠が声優初挑戦！２０２１年６月４日（金）スタート！” [교육 텔레비전 해외 드라마 “퍼스트 데이 나는 하나!” 중학생 하나가, 진짜 나로 살아가는 “최초의 한 걸음”을 그리는 이야기로 이데가미 바쿠가 성우 첫 도전! 2021년 6월 4일 (금) 시작!] (일본어). NHKドラマ. 2021년 4월 1일. 2022년 6월 13일에 원본 문서에서 보존된 문서. 2021년 4월 8일에 확인함.
61. ↑  “井手上漠、神秘的な眼差しの表紙解禁 帯文はサカナクション山口一郎＜normal？＞” [이데가미 바쿠, 신비적인 눈빛의 표지 해금 띠 문장은 사카낙션 야마구치 이치로 ＜normal?＞] (일본어). モデルプレス. 2021년 4월 15일. 2021년 4월 18일에 확인함.
62. ↑  “まめな・おき通信第19号” [마메나 · 오키 통신 제19호] (PDF) (일본어). 島根県. 2016년 2월. 2019년 10월 28일에 확인함.
63. ↑  “平成27年度「わが家の一流シェフ in 隠岐」料理コンクール 入賞作品” [헤이세이 27년도 “우리집의 일류 요리사 in 오키” 요리 콩쿠르 입상 작품] (PDF) (일본어). 島根県. 2019년 10월 26일에 확인함.
64. ↑  “「少年の主張全国大会」で井手上さん（島根県代表）文部科学大臣賞受賞！　 | 青少年育成島根県民会議” [“소년 주장 전국대회”에서 이데가미 (시마네현 대표) 부문과학대신상 수상 　 | 청소년육성시마네현민회의]. 《www.shimane-youth.gr.jp》 (일본어). 2022년 3월 27일에 원본 문서에서 보존된 문서. 2021년 5월 8일에 확인함.
65. ↑  “『第31回ジュノン・スーパーボーイ・コンテスト』最年少のシャイボーイ・田村飛呂人さんが準グランプリを受賞 | ニュース | Deview-デビュー” [“ 제31회 주니언 수퍼보이 컨테스트” 최연소 샤이보이 타무라 히로토가 준그랑프리를 수상 | 뉴스 | Deview-데뷰]. 《Deview》 (일본어). 2021년 5월 8일에 확인함.
66. ↑  ““かわいすぎる”現役男子高校生・井手上漠、ベストジーニスト次世代部門受賞に大喜び「愛し続けた…」” [“너무 귀여운” 현역 남고생 이데가미 바쿠, 베스트지니스트 차세대 부문 수상으로 큰 기쁨 “계속 사랑했다...”]. 《スポーツ報知》 (일본어) (報知新聞社). 2019년 10월 15일. 2019년 10월 25일에 확인함.
67. ↑  ““可愛すぎる男子高校生”井手上漠、ベストジーニスト受賞に喜び” [“너무 귀여운 남자 고교생” 이데가미 바쿠, 베스트지니스트 수상에 기쁨]. 《マイナビニュース》 (일본어) (マイナビ). 2019년 10월 16일. 2019년 10월 25일에 확인함.